# نظرية الحقل السلمي
قد يشير مصطلح نظرية الحقل السلمي في سياق الفيزياء النظرية إلى النظرية الكلاسيكية أو الكمية للمجالات القياسية التي لا تخضع لتأثيرات النسبية العامة، أي أن قيمتها لا تتغير بتغير الإطار المرجعي. جميع المجالات القياسية لا تتأثر بتحويلات لورينتز.
الحقل السلمي الكمي الوحيد الذي تمكنا من رصده في الطبيعة حتى الآن هو مجال هيغز. ولكن تظهر بعض المجالات القياسية الكمية في وصف نظرية المجال الفعلي لعدة ظواهر فيزيائية. ومن بين الأمثلة على ذلك البيون، وهو في الحقيقة كمية قياسية زائفة.
في معظم الأحيان، تُعد المجالات القياسية أسهل البنايات الجبرية التي يمكن حساب التكمية القياسية الخاصة بها. ولذا من الشائع الاستعانة بنماذج المجالات القياسية في طرح المفاهيم والأساليب الحديثة.
نمط الإشارات الجبرية المستخدم في هذا المقال هو (+, −, −, −).

## نظرية الحقل السلمي الكلاسيكية

### النموذج الخطي (الحر)
أبسط أنواع نماذج الحقل السلمي هو النموذج الخطي. عن طريق إجراء تحليل فورييه للمجالات؛ يمكن التعبير عن الأوضاع التوافقية لعدد لانهائي من الهزازات التوافقية المقترنة ببعضها البعض، إذ يشير العدد x إلى الحد الاستمراري لمؤشر الهزاز i. بالتالي، يمكن التعبير عن فعل نموذج الحقل السلمي النسبي بالتعبير الرياضي الآتي:
{\displaystyle {\begin{aligned}{\mathcal {S}}&=\int \mathrm {d} ^{D-1}x\mathrm {d} t{\mathcal {L}}\\&=\int \mathrm {d} ^{D-1}x\mathrm {d} t\left[{\frac {1}{2}}\eta ^{\mu \nu }\partial _{\mu }\phi \partial _{\nu }\phi -{\frac {1}{2}}m^{2}\phi ^{2}\right]\\[6pt]&=\int \mathrm {d} ^{D-1}x\mathrm {d} t\left[{\frac {1}{2}}(\partial _{t}\phi )^{2}-{\frac {1}{2}}\delta ^{ij}\partial _{i}\phi \partial _{j}\phi -{\frac {1}{2}}m^{2}\phi ^{2}\right],\end{aligned}}}
حيث يُعرف الرمز {\displaystyle {\mathcal {L}}} باللاغرانجيان،
وتشير الرموز d4−1x ≡ dx ⋅ dy ⋅ dz ≡ dx1 ⋅ dx2 ⋅ dx3 إلى الإحداثيات المكانية الثلاثة، ويشير الرمز δij إلى دالة دلتا كرونكر، ويشير التعبير ∂ρ = ∂/∂xρ إلى الإحداثيxρ رقم ρ.
يُعد ذلك مثالًا على الفعل التربيعي، إذ إن جميع الحدود المتضمنة في المجال φ هي حدود تربيعية. تُعرف الحدود التي تتناسب مع مربع الكتلة m2 في بعض الأحيان بحدود الكتلة نظرًا إلى تأثيرها الفيزيائي في النسخة المُكممة من هذا النموذج بدلالة كتلة الجسيم.
يمكن اشتقاق معادلة الحركة لهذا النموذج عن طريق تطبيق معادلة لاغرانج–أويلر على التعبير الرياضي السابق. تتخذ المعادلة الخطية بالنسبة للمجال φ الشكل التالي:
{\displaystyle \eta ^{\mu \nu }\partial _{\mu }\partial _{\nu }\phi +m^{2}\phi =\partial _{t}^{2}\phi -\nabla ^{2}\phi +m^{2}\phi =0~,}
حيث ∇2 هو مؤثر لابلاس أو اللابلاسيان. تُعرف تلك المعادلة بمعادلة كلاين–غوردون، وهي تعبر عن معادلة المجال الكلاسيكي عوضًا عن معادلة ميكانيكا الكم للموجة.

### النموذج غير الخطي (المتفاعل)
أكثر طريقة شائعة لتعميم النموذج الخطي المذكور بالأعلى هي إضافة دالة الجهد القياسي V(Φ) إلى اللاغرانجيان، إذ تتكون V في العادة من دالة كثيرة الحدود بدلالة المجال Φ. يُشار إلى هذا النموذج في بعض الأحيان بالنموذج المتفاعل نظرًا إلى أن معادلة أويلر–لاغرانج المقترنة به غير خطية، ما يشير إلى تفاعل الجسيم مع البيئة المحيطة به.
{\displaystyle {\begin{aligned}{\mathcal {S}}&=\int \mathrm {d} ^{D-1}x\,\mathrm {d} t{\mathcal {L}}\\[3pt]&=\int \mathrm {d} ^{D-1}x\mathrm {d} t\left[{\frac {1}{2}}\eta ^{\mu \nu }\partial _{\mu }\phi \partial _{\nu }\phi -V(\phi )\right]\\[3pt]&=\int \mathrm {d} ^{D-1}x\,\mathrm {d} t\left[{\frac {1}{2}}(\partial _{t}\phi )^{2}-{\frac {1}{2}}\delta ^{ij}\partial _{i}\phi \partial _{j}\phi -{\frac {1}{2}}m^{2}\phi ^{2}-\sum _{n=3}^{\infty }{\frac {1}{n!}}g_{n}\phi ^{n}\right]\end{aligned}}}
يظهر الحد الذي يحتوي على المضروب (n!) في المعادلة نظرًا إلى أهميته في تطبيق مفكوك مخطط فاينمان الخاص بالنظرية الكمية كما هو موضح بالأسفل.
معادلة أويلر–لاغرانج المناظرة للنموذج السابق هي:
{\displaystyle \eta ^{\mu \nu }\partial _{\mu }\partial _{\nu }\phi +V'(\phi )=\partial _{t}^{2}\phi -\nabla ^{2}\phi +V'(\phi )=0.}

### التحليل البعدي والتدريج
يمكن التعبير عن الكميات الفيزيائية المُستخدمة في نماذج المجالات القياسية ببعد الطول أو الزمن أو الكتلة أو تركيبة معينة من تلك الأبعاد الثلاثة.
ولكن في النظرية النسبية، يمكن تحويل أي مقدار زمني t بسهولة إلى كمية طولية (حيث l =ct) عن طريق ضربها بسرعة الضوء c. وبطريقة مشابهة، أي كمية طولية l هي كمية مكافئة لمعكوس الكتلة (ħ/mc) باستخدام ثابت بلانك ħ. في نظام الوحدات الطبيعية، يمكن التعبير عن الزمن بالطول، ويمكن أيضًا التعبير عن الطول أو الزمن بمعكوس الكتلة.
وباختصار، يمكن التعبير عن أبعاد أي كمية فيزيائية بدلالة بعد مستقل واحد عوضًا عن التعبير عنها بدلالة جميع الأبعاد الثلاثة. يُعرف ذلك اصطلاحًا بأبعاد الكتلة الخاصة بتلك الكمية. وعن طريق معرفة أبعاد كل كمية، يمكن استرجاع الأبعاد التقليدية من الأبعاد الطبيعية المُعرفة بدلالة أبعاد الكتلة عن طريق إعادة إدخال أسس الثابتين (ثابت بلانك وسرعة) اللازمة لتحقيق التوازن البعدي.
قد يعترض أحدهم أن هذه النظرية هي نظرية كلاسيكية، ما يعني أن المعنى الفيزيائي لثابت بلانك مبهم. وبالفعل، يمكن إعادة صياغة النظرية بدون استخدام أبعاد الكتلة على الإطلاق، ولكن في المقابل سوف يؤدي ذلك إلى حجب العلاقة بين النظرية الكلاسيكية ونظرية المجال الكمي. يمكن اعتبار ثابت بلانك في تلك الحالة كمية مرجعية ثابتة عشوائية (ولا صلة لها بتكمية الطاقة بضرورة الحال)، ولذا يُعد هذا الثابت مناسبًا لتحويل أبعاد الطول إلى معكوسات أبعاد الكتلة.

## نظرية الحقل السلمي الكمي
في سياق نظرية الحقل الكمي، تُستبدل مؤثرات كمية في فضاء هيلبرت بالمجالات وجميع الكميات المُقاسة منها. يقوم فضاء هيلبرت على أساس حالة فراغ كمي، وتخضع ديناميكية الفضاء إلى هاميلتونيان كمي، وهو عبارة عن مؤثر كمي مُعرف موجب يؤدي إلى تلاشي الفراغ الكمي.
طريقة إنشاء نموذج مجال قياسي كمي موضحة بالتفصيل في مقالة التكمية القياسية، وهي تعتمد على العلاقات الإبدالية القياسية بين المجالات. ينطوي نموذج المجال الكمي بصفة أساسية على إعادة إدخال عدد لامتناهٍ من الهزازات الكلاسيكية في الحقل السلمي بعد تكميم أوضاعها التوافقية بصورة معيارية، وبالتالي يصف مجال المؤثر الكمي المناظر عددًا لانهائيًا من الهزازات التوافقية الكمية تؤثر على فضاء فوك المناظر.
باختصار، تتألف المتغيرات الأساسية من المجال الكمي φ وكمية الحركة القياسية المقترنة به π. وكلا هذين المجالين المُعرفين بدلالة المؤثرات هو مجال هيرميتي. تُعطى العلاقات الإبدالية القياسية في الإحداثيات المكانية {\displaystyle x,y} في أزمنة متساوية بالعلاقة الآتية:
{\displaystyle {\begin{aligned}\left[\phi \left({\vec {x}}\right),\phi \left({\vec {y}}\right)\right]=\left[\pi \left({\vec {x}}\right),\pi \left({\vec {y}}\right)\right]&=0,\\\left[\phi \left({\vec {x}}\right),\pi \left({\vec {y}}\right)\right]&=i\delta \left({\vec {x}}-{\vec {y}}\right),\end{aligned}}}
بينما يُعطى المؤثر الهاميلتوني بالتعبير الرياضي الآتي:
{\displaystyle H=\int d^{3}x\left[{1 \over 2}\pi ^{2}+{1 \over 2}(\nabla \phi )^{2}+{m^{2} \over 2}\phi ^{2}\right].}
يمكن اشتقاق مجالات فضاء كمية الحركة باستخدام تحويل فورييه كالآتي:
{\displaystyle {\begin{aligned}{\widetilde {\phi }}({\vec {k}})&=\int d^{3}xe^{-i{\vec {k}}\cdot {\vec {x}}}\phi ({\vec {x}}),\\{\widetilde {\pi }}({\vec {k}})&=\int d^{3}xe^{-i{\vec {k}}\cdot {\vec {x}}}\pi ({\vec {x}})\end{aligned}}}
وينتج عن ذلك مؤثرات الفناء والتوليد المعطاة بالعلاقات الآتية:
{\displaystyle {\begin{aligned}a({\vec {k}})&=\left(E{\widetilde {\phi }}({\vec {k}})+i{\widetilde {\pi }}({\vec {k}})\right),\\a^{\dagger }({\vec {k}})&=\left(E{\widetilde {\phi }}({\vec {k}})-i{\widetilde {\pi }}({\vec {k}})\right),\end{aligned}}}
حيث:{\displaystyle E={\sqrt {k^{2}+m^{2}}}}وتستوفي تلك المؤثرات علاقات الإبدال الآتية:
{\displaystyle {\begin{aligned}\left[a({\vec {k}}_{1}),a({\vec {k}}_{2})\right]=\left[a^{\dagger }({\vec {k}}_{1}),a^{\dagger }({\vec {k}}_{2})\right]&=0,\\\left[a({\vec {k}}_{1}),a^{\dagger }({\vec {k}}_{2})\right]&=(2\pi )^{3}2E\delta ({\vec {k}}_{1}-{\vec {k}}_{2}).\end{aligned}}}
تعبر الحالة {\displaystyle |0\rangle } التي تتلاشى بتأثير مصفوفة المؤثرات a عن الفراغ المجرد، وبالتالي يمكن توليد جسيم بكمية حركة معطاة بالمؤثر k عن طريق تطبيق مؤثر التوليد {\displaystyle a^{\dagger }({\vec {k}})} على الفراغ الكمي.
يمكن إنشاء فضاء هيلبرت عن طريق تطبيق جميع التركيبات الممكنة من مؤثرات التوليد على الفراغ الكمي، ويُعرف ناتج تلك العملية بفضاء فوك. يتلاشى حد الفراغ الكمي بواسطة الهاميلتونيان الآتي:
{\displaystyle H=\int {d^{3}k \over (2\pi )^{3}}{\frac {1}{2}}a^{\dagger }({\vec {k}})a({\vec {k}}),}
حيث أُزيلت طاقة نقطة الصفر وفقًا لترتيب ويك.
يمكن إدخال تفاعلات الجسيمات عن طريق إضافة هاميلتونيان التفاعلات. يمكن حساب سعات التشتت باستخدام هذا المؤثر في تصور التآثر الذي يمكن إنشاؤه في نظرية الاضطرابات الكمية بواسطة متسلسلة دايسون التي تعطي نواتج الضرب المرتبة زمنيًا أو دوال غرين للجسيمات النونية{\displaystyle \langle 0|{\mathcal {T}}\{\phi (x_{1})\cdots \phi (x_{n})\}|0\rangle } كما هو موضح في مقالة متسلسلة دايسون. يمكن اشتقاق دوال غرين أيضًا عن طريق الدالة المولدة التي تمثل حلًا لمعادلة شفنغر–دايسون.

### تكامل مسار فاينمان
يمكن اشتقاق مفكوك مخطط فاينمان باستخدام صيغة تكامل مسار فاينمان. إذ يمكن اشتقاق قيم الفراغ المتوقعة المرتبة زمنيًا لكثيرات الحدود الخاصة بالمجال φ، أو ما يُعرف أيضًا بدوال غرين النونية عن طريق إجراء عملية التكامل على جميع المجالات الممكنة المُعايرة باستخدام قيمة الفراغ المتوقعة كالآتي:
{\displaystyle \langle 0|{\mathcal {T}}\{\phi (x_{1})\cdots \phi (x_{n})\}|0\rangle ={\frac {\int {\mathcal {D}}\phi \phi (x_{1})\cdots \phi (x_{n})e^{i\int d^{4}x\left({1 \over 2}\partial ^{\mu }\phi \partial _{\mu }\phi -{m^{2} \over 2}\phi ^{2}-{g \over 4!}\phi ^{4}\right)}}{\int {\mathcal {D}}\phi e^{i\int d^{4}x\left({1 \over 2}\partial ^{\mu }\phi \partial _{\mu }\phi -{m^{2} \over 2}\phi ^{2}-{g \over 4!}\phi ^{4}\right)}}}.}
يمكن اشتقاق دوال غرين عن طريق فك الدالة الآسية في الحد J(x)φ(x) المُعطى في الدالة المولدة الآتية:
{\displaystyle Z[J]=\int {\mathcal {D}}\phi e^{i\int d^{4}x\left({1 \over 2}\partial ^{\mu }\phi \partial _{\mu }\phi -{m^{2} \over 2}\phi ^{2}-{g \over 4!}\phi ^{4}+J\phi \right)}=Z[0]\sum _{n=0}^{\infty }{\frac {i^{n}}{n!}}J(x_{1})\cdots J(x_{n})\langle 0|{\mathcal {T}}\{\phi (x_{1})\cdots \phi (x_{n})\}|0\rangle .}
يمكن تطبيق مؤثر دوران ويك لتحويل الزمن إلى كمية تخيلية. ومن ثم يمكن تغيير نمط الإشارات إلى (+،+،+،+) لتحويل تكامل فاينمان إلى جملة الحالات في الفضاء الإقليدي:
{\displaystyle Z[J]=\int {\mathcal {D}}\phi e^{-\int d^{4}x\left[{1 \over 2}(\nabla \phi )^{2}+{m^{2} \over 2}\phi ^{2}+{g \over 4!}\phi ^{4}+J\phi \right]}.}
في العادة، ينطبق التعبير السابق على تشتت الجسيمات التي تمتلك كمية حركة ثابتة، وفي تلك الحالة يمكن إجراء تحويل فورييه للوصول إلى النتيجة الآتية:
{\displaystyle {\widetilde {Z}}[{\widetilde {J}}]=\int {\mathcal {D}}{\widetilde {\phi }}e^{-\int d^{4}p\left[{1 \over 2}\left(p^{2}+m^{2}\right){\widetilde {\phi }}^{2}+{\lambda  \over 4!}{\widetilde {\phi }}^{4}-{\widetilde {J}}{\widetilde {\phi }}\right]}.}
تكمن الخطوة الرياضية التالية لحساب التكامل الوظيفي السابق في كتابته على صيغة حاصل ضرب عوامل أسية، ويعبر عن ذلك بالآتي:
{\displaystyle {\widetilde {Z}}[{\widetilde {J}}]\sim \int {\mathcal {D}}{\widetilde {\phi }}\prod _{p}\left[e^{-{1 \over 2}\left(p^{2}+m^{2}\right){\widetilde {\phi }}^{2}}e^{-{g \over 4!}{\widetilde {\phi }}^{4}}e^{{\widetilde {J}}{\widetilde {\phi }}}\right].}
يمكن فك العامل الأسي الأخير على صورة متسلسلة قوى، ومن ثم يمكن تمثيل توافيق هذا المفكوك بيانيًا باستخدام مخططات فاينمان.
في حالة (λ = 0)، يمكن التعامل مع تلك التكاملات على صورة حاصل ضرب عدد لانهائي من تكاملات غاوس الابتدائية، إذ يمكن التعبير عن الناتج على صورة مجموع مخططات فاينمان التي يمكن إنشاؤها باتباع قواعد فاينمان الآتية:
يُمثل كل مجال  ~φ(p)في دالة غرين الإقليدية النونية باستخدام خط خارجي في الرسم، وهو مُقترن بكمية الحركة p.
تُمثل جميع الرؤوس بالمعامل –g.
يجب إنشاء جميع المخططات التي تحتوي على عدد n من الخطوط الخارجية وعدد k من الرؤوس بحيث يكون مجموع كميات الحركة المتدفقة إلى كل رأس يساوي الصفر. تُمثل جميع الخطوط الداخلية بدالة الانتشار 1/(q2 + m2) حيث q هو مجموع كميات الحركة المتدفقة عبر هذا الخط.
تتم مكاملة جميع كميات الحركة غير المقيدة على المسار الذي يتضمن جميع القيم.
يُقسم الناتج على معامل التماثل الذي يساوي عدد جميع الطرق الممكنة لإعادة ترتيب الخطوط والرؤوس بدون تغيير طريقة توصيلها.
لا تصح إضافة رسومات تحتوي على فقاعات الفراغ، ولا تجوز الرسومات الفرعية التي لا تحتوي على خطوط خارجية.
تراعي القاعدة الأخيرة تأثير القسمة على ~Z[0]. تتشابه القواعد السابقة مع قواعد فاينمان الخاصة بفضاء مينكوفسكي باستثناء الرؤوس التي تُمثل بالمعامل –ig والخطوط الخارجية التي تُمثل بدالة الانتشار i/(q2−m2+iε)، بينما يمثل الحد ε دوران ويك الصغير اللازم لجعل ناتج تكامل فضاء مينكوفسكي متقاربًا.